# Kvalsundfæring

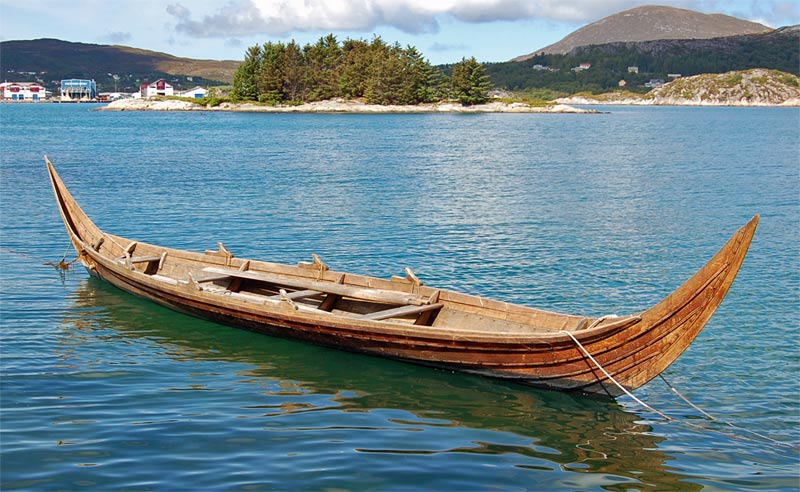
Rekonstruktion des Kvalsundfærings

Der Kvalsundfæring (norwegisch bestimmte Form: Kvalsundfæringen, auch Kvalsundbåten genannt) ist ein wikingerzeitliches Ruderboot des Typs Færing, das 1920 zusammen mit dem größeren und bekannteren Kvalsund-Schiff beim Torfstechen in einem Moor bei der Ortschaft Kvalsund auf der westnorwegischen Insel Nerlandsøya im Fylke Møre og Romsdal gefunden wurde. Noch im gleichen Jahr wurde der Fundort vom renommierten Archäologen Haakon Shetelig ausgegraben. Beide Boote waren in mehrere Stücke zerlegt worden, bevor sie im Moor versenkt wurden und waren vermutlich Teil eines Mooropfers.
Das Boot hatte eine Länge von 9,50 m, eine Breite von 1,5 m und war mit zwei Paar Rudernocken sowie einem Steuerruder ausgestattet. Eine erste dendrochronologische Untersuchung wurde 1980 unternommen und datierte den Fund auf das Ende des 7. Jahrhunderts. Eine neuere Untersuchung des Dänischen Nationalmuseum kam allerdings zu dem Schluss, dass beide Boote um 780 gebaut und um 795 im Moor begraben wurden.
Eine Rekonstruktion des Kvalsundfæringers ist im Herøy Kystmuseum ausgestellt. Dieses Boot hat im Gegensatz zum Original drei Paar Rudernocken.